# Ferrovia Akita Nairiku Jūkan
La Ferrovia Akita Nairiku Jūkan (秋田内陸縦貫鉄道株式会社?, Akita nairiku jūkan tetsudō kabushiki-gaisha) è una società ferroviaria del terzo settore con sede a Kitaakita, nella prefettura di Akita, che gestisce la linea Akita Nairiku nella stessa prefettura.

## Storia
L'azienda è stata fondata il 31 ottobre 1984, come società del terzo settore finanziata dalla Prefettura di Akita e dalle autorità locali lungo le linee, e istituita per rilevare e integrare le linee Kakunodate e Aniai delle Ferrovie Nazionali Giapponesi e la linea della Japan Railway Construction Corporation che le collega.
Nel 1986 l'attuale linea nord-sud è stata riconvertita e aperta provvisoriamente, pur rimanendo ancora separata. Nel 1989 è stata inaugurata una nuova linea che collega le due linee.
Contemporaneamente alla piena operatività della linea, è entrato in servizio il treno espresso Moriyoshi. Tuttavia, oltre a essere una linea lunga quasi 100 km, la linea si trova in una zona poco popolata e molti residenti utilizzano auto private per spostarsi. L'inaugurazione, nel 1997, della linea Akita Shinkansen ha avuto un effetto a catena limitato e non ha ha portato a un aumento del numero di passeggeri che utilizzano la linea Akita Nairiku. Il dibattito sull'opportunità di mantenere la ferrovia o di sostituirla con gli autobus è quindi un argomento di discussione frequente nelle elezioni prefettizie e nelle riunioni tenute lungo la linea.

## Linee ferroviarie
L'azienda gestisce una sola linea ferroviaria.
| Linea               | Nome giapponese | Distanza totale | Capolinea             | Stazioni |
| ------------------- | --------------- | --------------- | --------------------- | -------- |
| Linea Akita Nairiku | 秋田内陸線      | 94,2            | Takanosu - Kakunodate | 29       |

## Materiale rotabile
Al 31 marzo 2022 possiede 11 treni diesel.

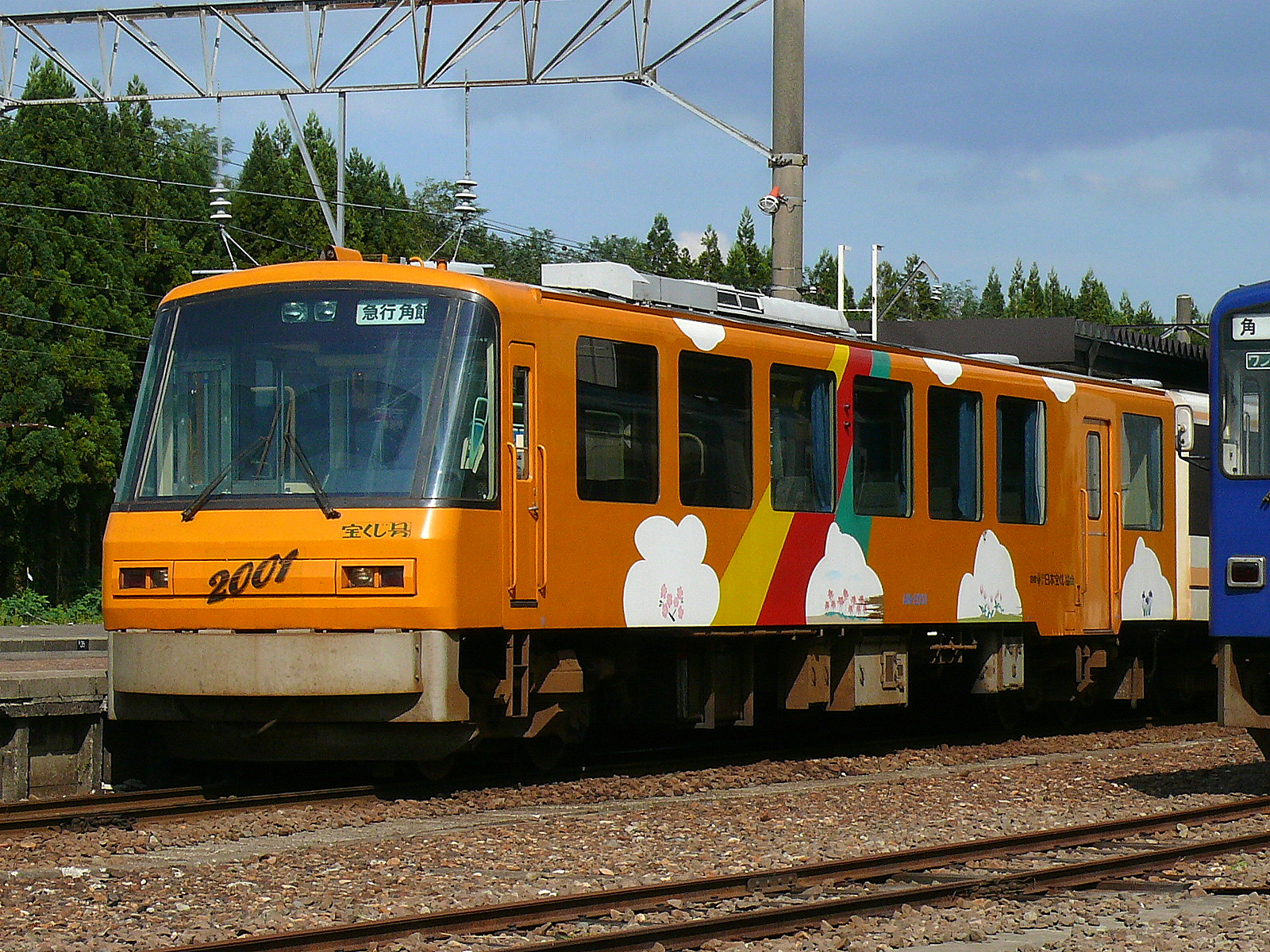
Serie AN2000
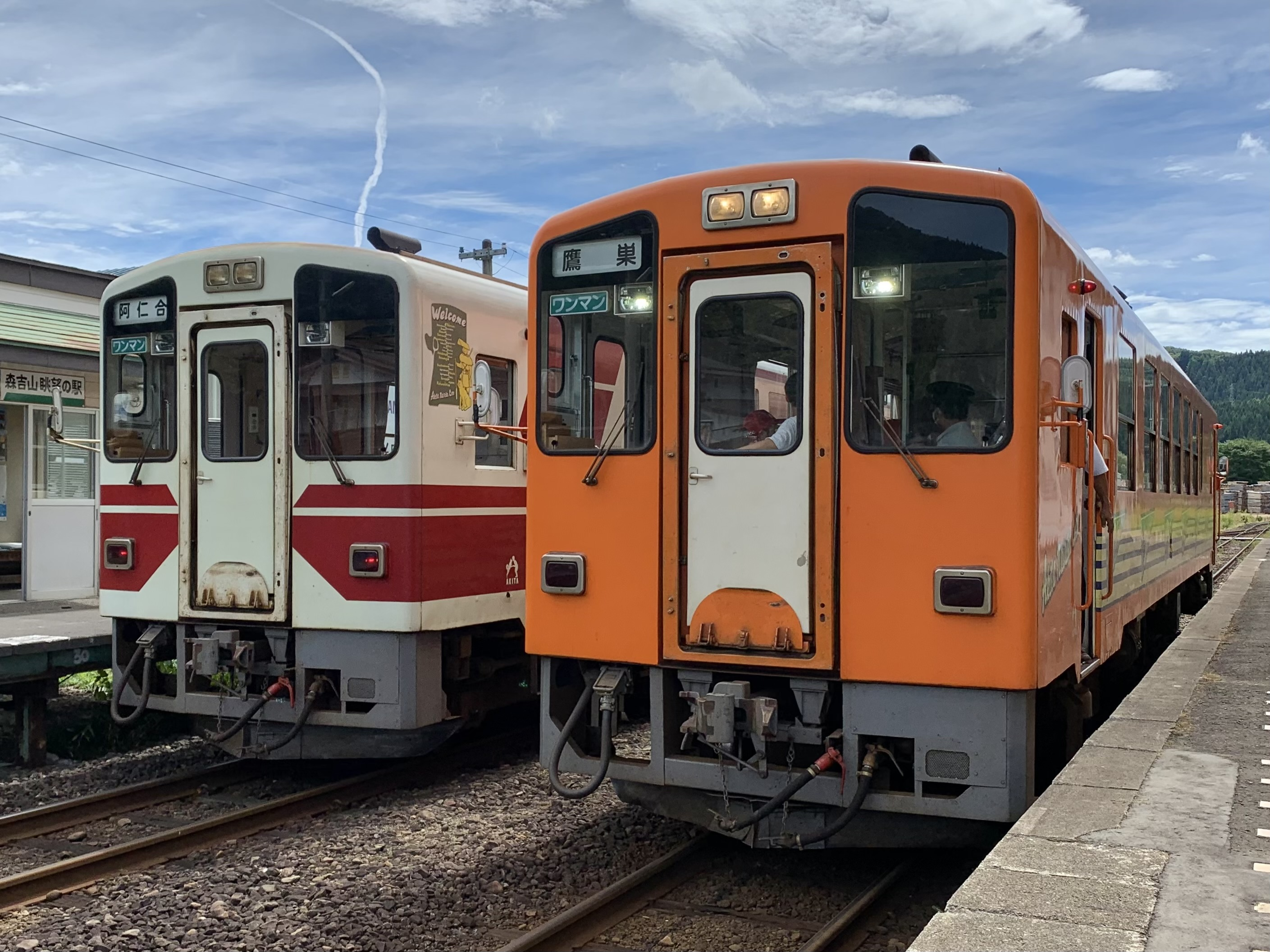
Serie AN-8800 (agosto 2023)
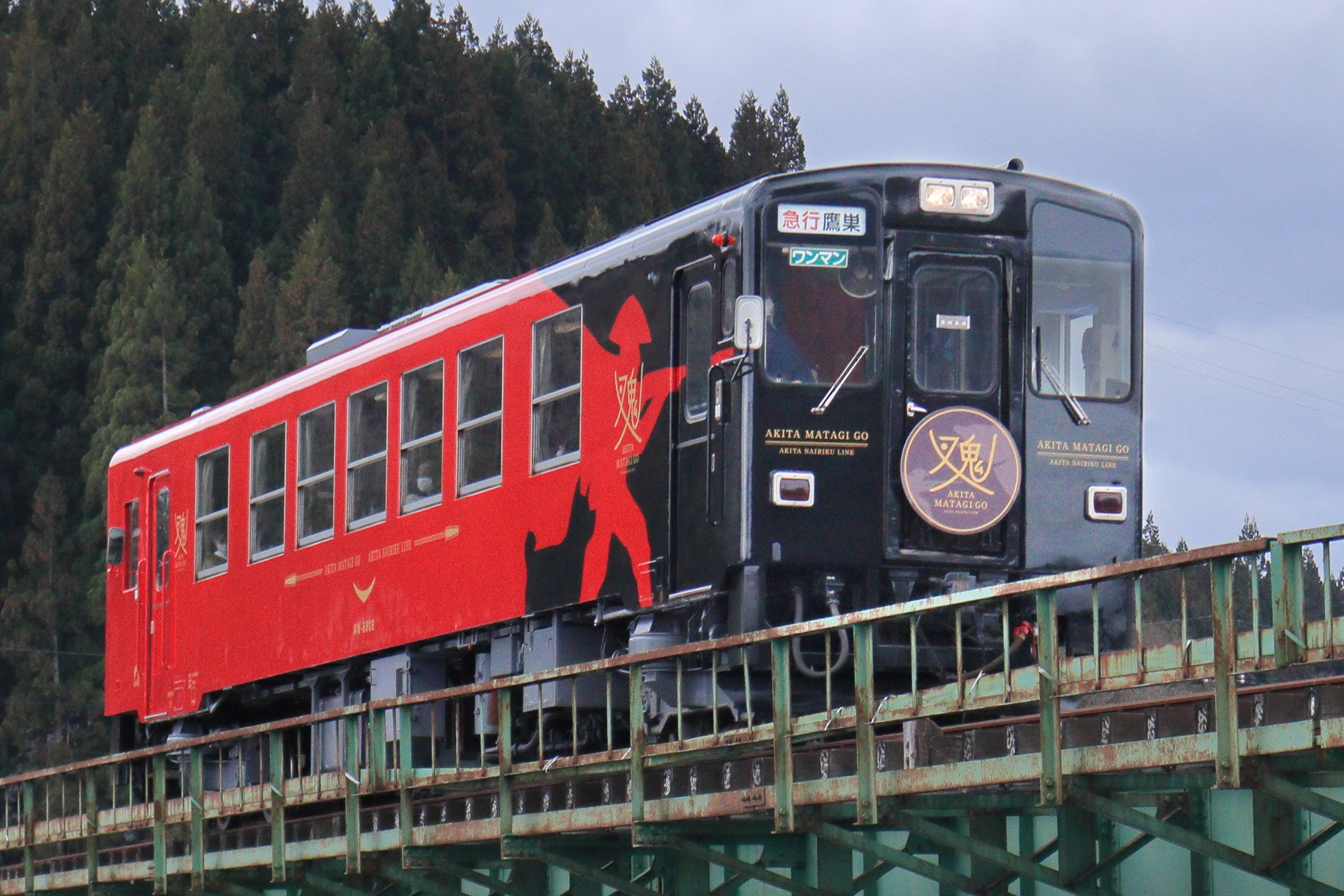
AN-8800 Akita Matagi (aprile 2022)
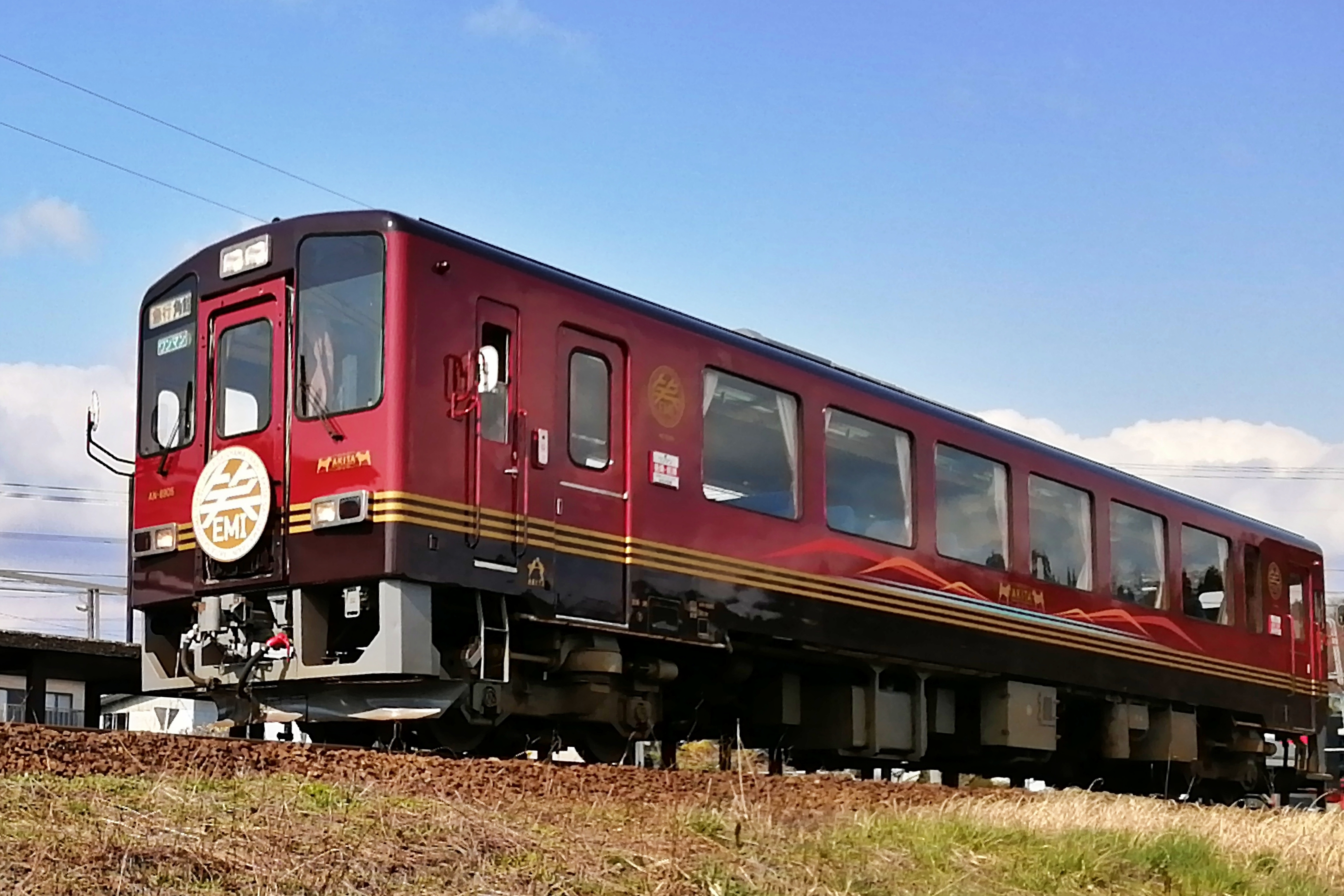
AN-8900 lolEMI (aprile 2020)
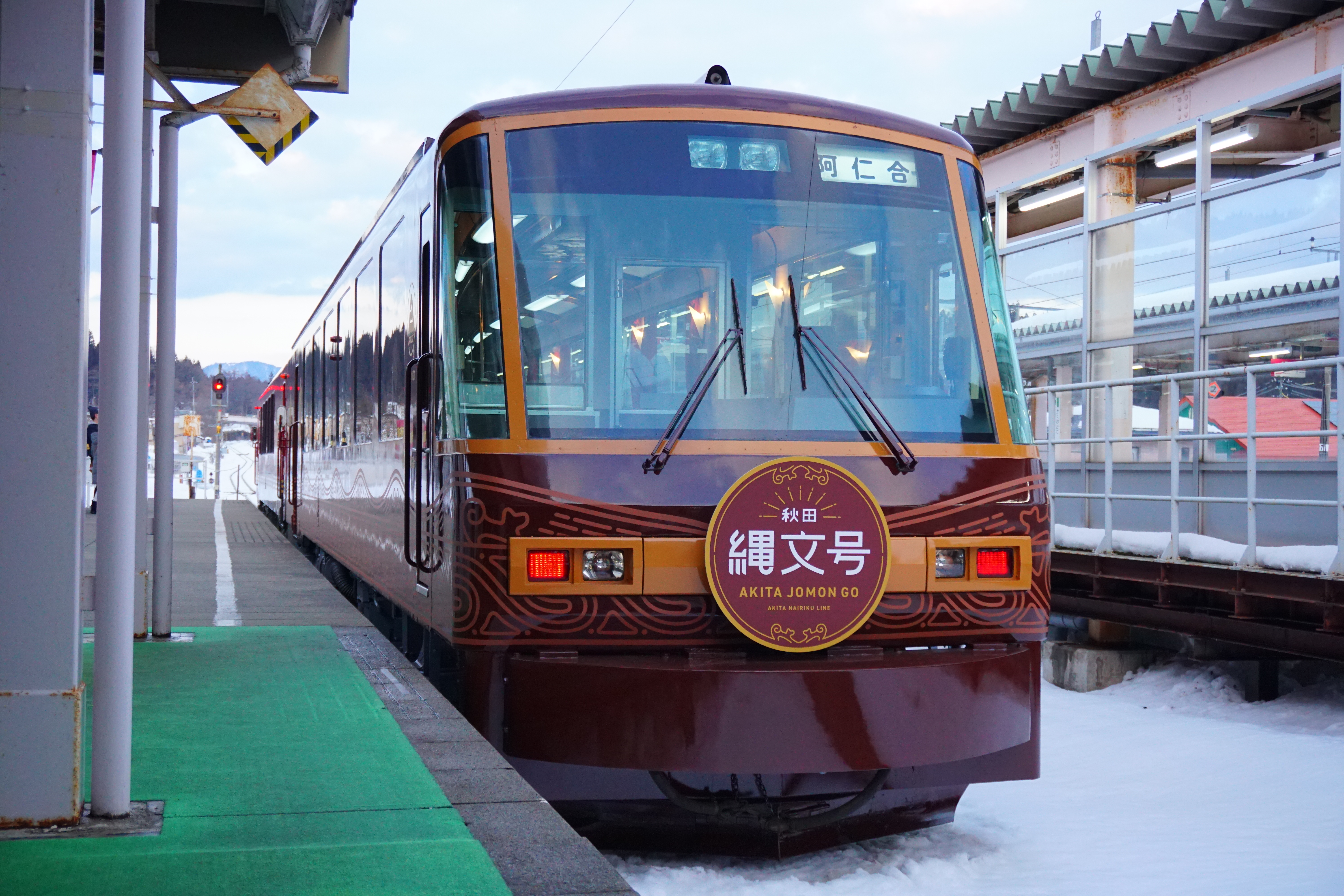
AN-2000 Akita Jomon (febbraio 2021)